# 二柱繁缕
二柱繁缕（学名：Stellaria bistyla）为石竹科繁缕属的植物，是中国的特有植物。分布于中国大陆的宁夏、内蒙古等地，生长于海拔2,000米至2,600米的地区，多生于干沟石缝中，目前尚未由人工引种栽培。